# Małe Koryciska

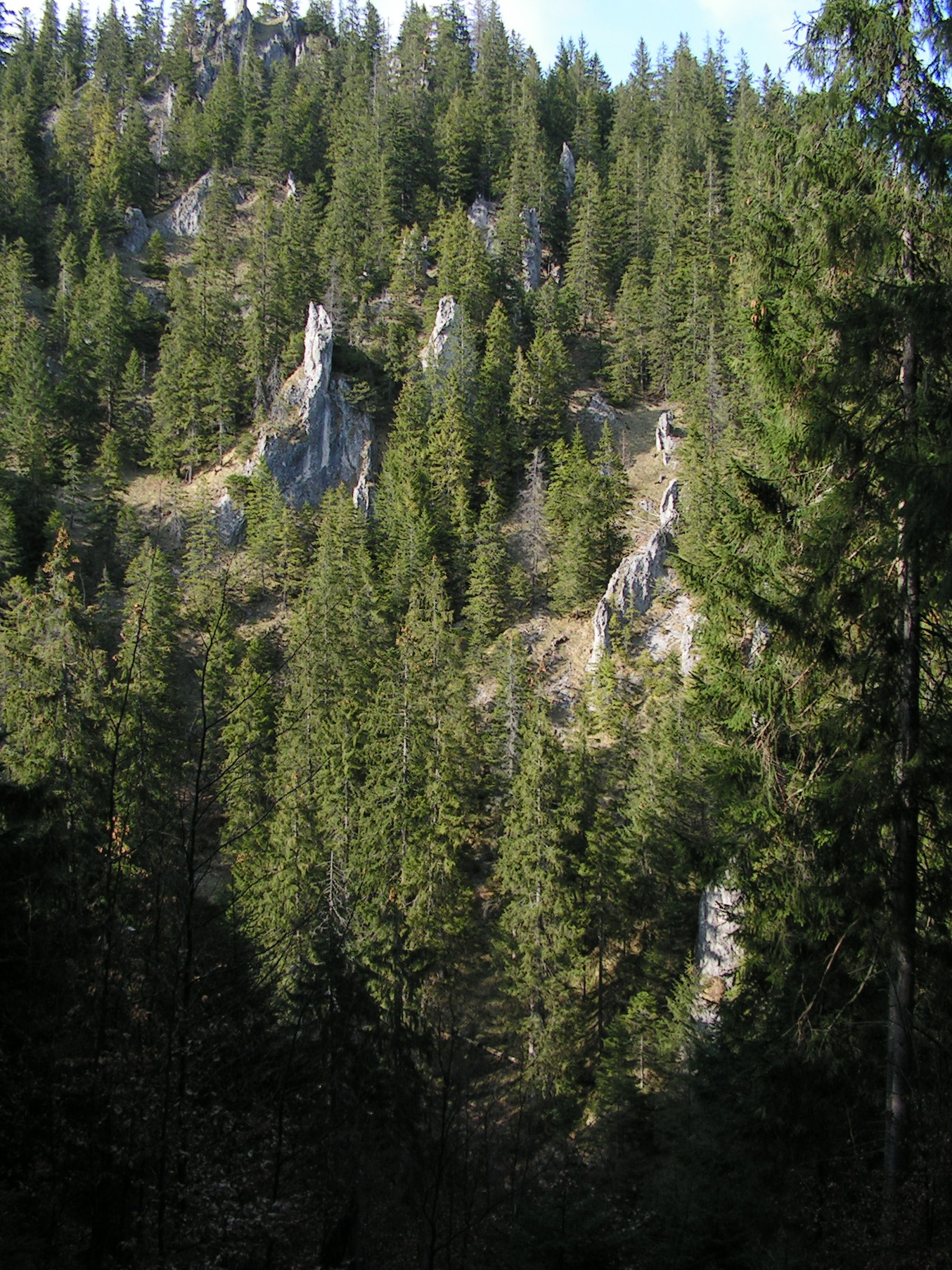
Dolomitowe skałki na lewym orograficznie zboczu Małych Korycisk

Małe Koryciska – niewielkie, orograficznie lewe odgałęzienie Doliny Chochołowskiej w Tatrach Zachodnich (najniższe z północnych odgałęzień tej doliny). Wylot znajduje się ok. 1200 metrów na południowy zachód od górnego końca Siwej Polany na wysokości około 950 m n.p.m. Małe Koryciska wznoszą się w kierunku zachodnim, podchodząc pod nienazwaną przełęcz (ok. 1075 m) pomiędzy Małą Furkaską (1133 m) a Koryciańską Czubą (1161 m). Od południa sąsiadują z Wielkimi Koryciskami, oddzielonymi wschodnim grzbietem Koryciańskiej Czuby z Koryciańskimi Turniami, od zachodu natomiast ze słowackim żlebem Bratraniec (słow. Bratranec) – niewielkim odgałęzieniem Doliny Cichej Orawskiej (Tichá dolina). Potok płynący dnem jest ciekiem okresowym.
Cała dolinka jest porośnięta lasem, a na jej zboczach wyrastają liczne dolomitowe skałki. W środkowej części posiada wysoki i szeroki próg skalny. W górnej części znajduje się jaskinia Szczelina w Małych Koryciskach. W plejstocenie nie była zlodowacona. Jest obszarem cennym przyrodniczo – na murawach naskalnych rosną liczne rośliny wapieniolubne. Podawano stąd jedno z dwu tylko w Polsce stanowisk sasanki słowackiej (drugie znajduje się w sąsiednich Wielkich Koryciskach). Jednakże w ostatnich latach nie odnaleziono jej już tutaj. Z innych rzadkich w Polsce gatunków roślin stwierdzono występowanie zarzyczki górskiej, ostrożnia głowacza, jarząba nieszpułkowego, dwulistnika muszego, a także gdzie indziej częstszej, ale rzadkiej w Karpatach mącznicy lekarskiej.
Małe Koryciska nie są udostępnione szlakiem turystycznym.